# أنتوني أوكونور (لاعب كريكت)
أنتوني أوكونور (24 يونيو 1980 في المملكة المتحدة - ) (بالإنجليزية: Anthony O'Connor)‏ هو لاعب كريكت بريطاني. لعب مع نادي مقاطعة شروبشاير للكريكت ‏.

## وصلات خارجية
- أنتوني أوكونور على موقع إي آس بي آن كريك إنفو (الإنجليزية)